# Гленмора (Луїзіана)
Гленмора (англ. Glenmora) — місто (англ. town) в США, в окрузі Рапід штату Луїзіана. Населення — 1087 осіб (2020).

## Географія
Гленмора розташована за координатами 30°58′24″ пн. ш. 92°34′57″ зх. д. / 30.97333° пн. ш. 92.58250° зх. д. (30.973315, -92.582382).  За даними Бюро перепису населення США в 2010 році місто мало площу 4,48 км², уся площа — суходіл.

## Демографія
Згідно з переписом 2010 року, у місті мешкали 1342 особи в 563 домогосподарствах у складі 367 родин. Густота населення становила 300 осіб/км².  Було 668 помешкань (149/км²).
Расовий склад населення:
| - 64,1 % — білих - 31,6 % — чорних або афроамериканців - 1,0 % — корінних американців - 0,2 % — азіатів - 1,9 % — осіб інших рас |

До двох чи більше рас належало 1,2 %. Частка іспаномовних становила 4,0 % від усіх жителів.
За віковим діапазоном населення розподілялося таким чином: 24,7 % — особи молодші 18 років, 58,2 % — особи у віці 18—64 років, 17,1 % — особи у віці 65 років та старші. Медіана віку мешканця становила 37,6 року. На 100 осіб жіночої статі у місті припадало 83,3 чоловіків;  на 100 жінок у віці від 18 років та старших — 78,6 чоловіків також старших 18 років.
Середній дохід на одне домашнє господарство  становив 36 402 долари США (медіана — 26 146), а середній дохід на одну сім'ю — 48 031 долар (медіана — 40 500). За межею бідності перебувало 35,6 % осіб, у тому числі 35,6 % дітей у віці до 18 років та 28,6 % осіб у віці 65 років та старших.
Цивільне працевлаштоване населення становило 405 осіб. Основні галузі зайнятості: роздрібна торгівля — 25,4 %, освіта, охорона здоров'я та соціальна допомога — 23,5 %, будівництво — 13,3 %, публічна адміністрація — 11,1 %.